# Jerusalén liberada

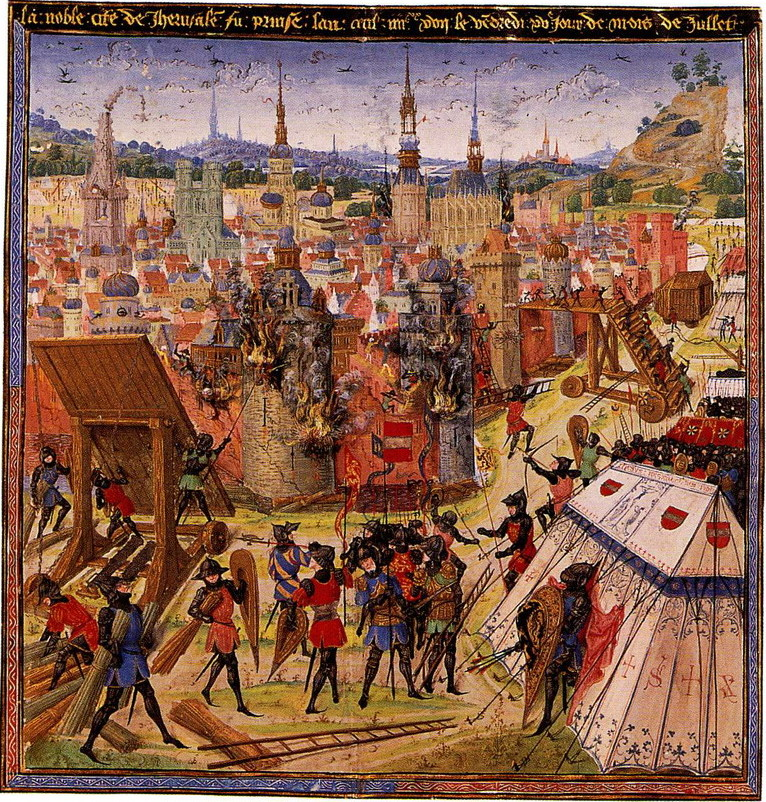
Conquista de Jerusalén durante la Primera Cruzada.

Jerusalén liberada  (en italiano: La Gerusalemme liberata) es un poema épico del poeta italiano Torquato Tasso, publicado por primera vez en 1581, que narra una versión en gran medida mitificada de la Primera Cruzada en la que caballeros cristianos, liderados por Godofredo de Bouillón, luchan contra los musulmanes para conquistar Jerusalén. Tasso empezó a trabajar en el poema a mediados de la década de 1560. Originalmente, llevaba el título de Il Goffredo. Tasso la terminó en abril de 1575 y ese verano el poeta leyó su obra al duque Alfonso de Ferrara y a Lucrecia, duquesa de Urbino. Una edición pirata de 14 cantos del poema apareció en Venecia en 1580. Las primeras ediciones completas de la Jerusalén liberada se publicaron en Parma y Ferrara en 1581. El tema —la defensa de la fe cristiana— está en consonancia con las preocupaciones de la Contrarreforma, y manifiesta el deseo de unión de la Cristiandad ante la amenaza que representa el Imperio otomano.
La elección del tema de Tasso, un conflicto histórico real entre cristianos y musulmanes (si bien con elementos fantásticos añadidos), tenía una base histórica y creaba implicaciones compositivas (el tema de la narración tenía un punto final fijo y no podía extenderse interminablemente en múltiples volúmenes) que no se encuentran en otras epopeyas del Renacimiento. Al igual que otras obras de la época que también describen conflictos entre cristianos y musulmanes, este tema tenía una resonancia actual para los lectores de la época, cuando el Imperio Otomano avanzaba por Europa del Este.
El poema tuvo un enorme éxito, y secciones o momentos de la historia se usaron en obras en distintos géneros y artes por toda Europa, especialmente en el periodo previo a la Revolución Francesa y el movimiento romántico, al que brindó historias alternativas que combinaban amor, violencia y escenarios exóticos.
El poema está compuesto de 1917 estanzas en octavas reales (15.336 versos endecasílabos), agrupadas en veinte cantos de longitud variable. La obra pertenece a la tradición renacentista italiana del poema épico romántico, y Tasso frecuentemente toma prestados elementos de la trama y tipos de personajes directamente del Orlando Furioso de Ariosto. El poema de Tasso también tiene elementos inspirados en las epopeyas clásicas de Homero y Virgilio (especialmente en las secciones de sus obras que versan sobre asedios y guerra). Uno de los recursos literarios más característicos del poema de Tasso es la encrucijada emocional que sufren personajes que se debaten entre sus sentimientos y su deber. La representación de un amor en pugna con el valor marcial o con el honor es una fuente central de pasión lírica en el poema.

## Génesis de la obra
Parece ser que Tasso había deseado abordar el tema de la Primera Cruzada desde que, en su juventud, visitó la tumba de Urbano II, predicador de la Cruzada, en la abadía benedictina de Cava de Tirreni. A los quince años realizó un primer esbozo del poema, compuesto por 118 octavas; años después, en 1565, lo retomó con el título provisional de Il Goffredo (de su protagonista, Godofredo de Bouillón). Aunque lo dio por concluido en 1575, no se resolvió a publicarlo, pidiendo el consejo de varias autoridades tanto en el aspecto estilístico como en el de su ortodoxia religiosa. La revisión del poema atormentó a su autor durante varios años. 
Las primeras ediciones del poema, sin autorización del autor, vieron la luz en 1579 en Génova y en 1580 en Venecia. A éstas siguieron otras, ya con el beneplácito de Tasso, de las cuales la más seguida es la de Ferrara, en 1581. La publicación de la obra desató una agria polémica entre partidarios de Ariosto y de Tasso, en la que el propio autor intervino, tratando de defender su obra.

## Rasgos temáticos y estilísticos
De acuerdo con los preceptos de la poética de Aristóteles, entonces en boga, el autor se propuso respetar las unidades de acción, tiempo, lugar y modo, y dar a su obra una finalidad didáctica, la exaltación de la fe cristiana. También procura, a diferencia de Ariosto en su Orlando Furioso, dar cierta verosimilitud a los hechos narrados, lo que no impide que en el poema menudeen los anacronismos.
La fuente principal del asunto poema es la Historia Belli Sacri, del cronista medieval Guillermo de Tiro. Estilísticamente, remite a modelos épicos como la Ilíada de Homero (el tema del asedio, pero también la relación entre Godofredo y Reinaldo, semejante a la de Agamenón y Aquiles) y La Eneida de Virgilio. Tiene también importantes semejanzas con el Orlando Furioso, de Ariosto, pero se diferencia de este por su respeto de la preceptiva aristotélica y por su intencionalidad didáctico-religiosa.
En los últimos años de su vida, Tasso revisó su poema para cumplir a rajatabla con la ortodoxia católica. El resultado fue la Jerusalén conquistada, una obra muy inferior.

## Argumento
El poema, que no tiene casi ningún parecido con la historia real o con el entorno cultural de las Cruzadas, narra la desunión y los reveses iniciales de los cristianos y su éxito al final en la toma de Jerusalén en 1099. Si bien aparecen los principales líderes históricos de la Primera Cruzada, gran parte del poema se centra en subtramas románticas que involucran a personajes totalmente ficticios, con excepción de Tancredo, a quien se identifica con el histórico Tancredo, Príncipe de Galilea. Los tres personajes femeninos principales comienzan como musulmanas, tienen encuentros románticos con caballeros cristianos y finalmente se convierten al cristianismo. Todas son mujeres de acción: dos de ellas luchan en las batallas y la tercera es una hechicera. Hay así mismo muchos elementos mágicos, y los sarracenos actúan a menudo como si fueran paganos clásicos.
En la historia, en el sexto año de la Cruzada, Godofredo de Bouillón, por inspiración divina, reúne a los caballeros cristianos y los guía contra Jerusalén. Sigue el asedio de la ciudad, defendida por el rey Aladino, la guerrera persa Clorinda, Argante y Solimán. Entre los cruzados se distinguen Tancredo y Reinaldo, antepasado de la casa de Este. En las discordias participan ángeles y diablos, con una función similar a la de los dioses en la épica clásica. A pesar del antagonismo, Tancredo siente una fuerte pasión por la guerrera Clorinda.

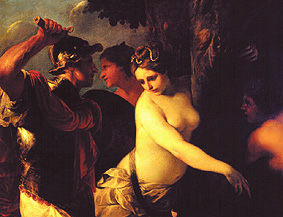
Reinaldo en el bosque mágico, de Filippo Zaniberti (1585–1636).

Reinaldo huye del campamento para evitar ser juzgado por Godofredo por haber dado muerte a otro cruzado. La maga Armida, enviada por el rey de Damasco, hace mágicamente prisioneros a varios caballeros cristianos, a los que se lleva a una torre junto al mar Muerto. Tancredo lucha con Argante. Una serie de reveses posteriores provoca una sublevación de los cruzados contra Godofredo. Tras dominarla, Godofredo se enfrenta con Solimán y lo vence. Reinaldo libera a algunos de los prisioneros de la maga Armida.
Godofredo lanza un ataque contra Jerusalén pero, por la noche, Clorinda y Argante incendian las máquinas de guerra de los cruzados. Tancredo sorprende a Clorinda y la mata sin conocer su identidad. La bautiza antes de morir. 
El mago Ismeno hechiza el bosque con cuya madera los cruzados pretendían construir nuevas máquinas. Godofredo envía a buscar a Reinaldo, único capaz de conjurar el hechizo, y que ha caído en poder de Armida. Ésta, enamorada de él, lo retiene en las Islas Afortunadas. Al quedar libre de su hechizo, Reinaldo se confiesa con Pedro el Ermitaño y deshace el encantamiento. Tras construir nuevas máquinas, los cruzados se apoderan de Jerusalén. Tancredo mata a Argante. Aunque los egipcios envían refuerzos, son también derrotados por los cristianos.

## Personajes
Aladín: Rey débil e incierto de Jerusalén.
Argante: Orgulloso luchador musulmán, fiel compañero de Clorinda, morirá en un duelo con Tancredi para no sobrevivir a la caída de Jerusalén.
Armida: Maga que al servicio de El Diablo, desata la discordia en el campo cristiano. Secuestra a Rinaldo. Cuando cesa su poder, se revela vieja y horrible, pero muestra el vano y sincero amor que siente por el caballero.
Clorinda: Figura creada sobre el modelo de heroínas míticas y poéticas (Atalanta, Amazonas, Camilla de la Eneida). Hija de un rey etíope y secuestrada de niña, es educada como musulmana y guerrera. Morirá luchando valientemente y recibiendo el bautismo del propio Tancredo.
Erminia de Antioquía: Hija del rey de Damasco, enamorada de Tancredo, pero celosa al saber que éste ama a Clorinda. Trata de reunirse con él vistiendo la armadura de Clorinda, pero es atacada por el camino por soldados cristianos que la confunden con ésta; huye y encuentra paz entre los pastores. Posteriormente, cuando Tancredo es herido peligrosamente en combate, intenta curarlo, cortándose el cabello para vendar con él sus heridas (Canto 19).
Godofredo de Bouillón: Figura histórica, Conde de Lorena, asume el mando de las milicias cruzadas; conquista Jerusalén, pero rechaza el título de rey, asumiendo el de "Defensor del Santo Sepulcro". Muere en 1100. En el poema, el personaje, que recuerda a Eneas de Virgilio, representa al gobernante cristiano perfecto, que impone disciplina a todos, comenzando por sí mismo.
Ismeno: mago malvado al servicio del Diablo.
Rinaldo: una figura imaginaria, pero considerado el sobrino del quizás histórico Guelph, es el progenitor de la Familia Estensi, más tarde Duques de Ferrara. El personaje está inspirado en Aquiles y, como el héroe griego, abandona el ejército tras una disputa con el Comandante. Después de una historia de placeres y ociosidad con la hechicera Armida, volverá a luchar entre los cristianos.
Solimán : Valiente luchador musulmán. Sin embargo, consciente de la derrota.
Tancredo: Históricamente es sobrino o bisnieto de Roberto Guiscardo. Se convirtió en príncipe de Galilea. En el poema es el caballero valiente, pero con la debilidad humana del amor. Sin saberlo, matará en duelo a Clorinda, bautizándola en el momento de la muerte. Por lo tanto, es una figura gloriosa y dolorosa.
En cierto modo, tanto Dios como el Diablo son personajes.

## Traducciones español
- La Jerusalén libertada, Editors, 1987 ISBN 978-84-7561-446-5
- Jerusalén liberada, Acantilado, 2024, ISBN 978-84-19958-30-3